# Bão Melor (2015)
 Bão Melor, được biết đến ở Philippines với tên Bão Nona, là một cơn bão nhiệt đới mạnh mẽ đã tấn công Philippines vào tháng 12/2015. Các thứ hai mươi bảy tên là cơn bão và XVIII bão của mùa mưa bão hàng năm, Melor giết 51 người và gây ₱ 7040000000 (148.300.000 US $) trong thiệt hại.
Bão bắt đầu phát triển vào ngày 7 tháng 12 dưới dạng vùng áp thấp 120 km (75 mi) của Chuuk. Chẳng mấy chốc, nó đã mạnh lên thành áp thấp nhiệt đới vào ngày 10 tháng 12, và sau đó trở thành một cơn bão nhiệt đới ở phía nam Yap và được đặt tên là Melor. Ban quản lý dịch vụ khí quyển, địa vật lý và thiên văn Philippines (PAG-ASA) ban đầu quyết định đặt tên Melor là "Nonoy", nhưng vì lý do chính trị, nó được đặt tên là "Nona". Vào ngày 13 tháng 12, cơn bão nhiệt đới Melor (Nona) đã trở thành một cơn bão và đã đổ bộ đầu tiên vào Bắc Samar. Bão đã thực hiện một số trận đổ bộ ở Sorsogon, Burias Island, Romblon và Oriental Mindoro, trước khi suy yếu thành một cơn bão nhiệt đới. Nó quay về hướng nam vào Biển Đông (Biển Tây Philippines) trước khi suy yếu thành áp thấp nhiệt đới và tan dần ở Biển Sulu.

## Cấp bão
Cấp bão (Việt Nam): Cấp 15 - Bão cuồng phong.
Cấp bão (Nhật Bản): 95 hải lý/giờ - Bão cuồng phong; Áp suất 935 mBar (hPa)
Cấp bão (Hoa Kỳ): 125 hải lý/giờ - Bão cuồng phong cấp 4.

## Lịch sử khí tượng
Trong ngày 10 tháng 12, Cơ quan Khí tượng Nhật Bản bắt đầu theo dõi áp thấp nhiệt đới, đã phát triển khoảng 665 km (413 mi) về phía nam của đảo Guam. Hệ thống này được đặt trong một môi trường thuận lợi để phát triển hơn nữa, với sức gió cắt dọc và nhiệt độ mặt nước biển thấp trong khoảng 29–30 °C (84–86 °F). Hơn nữa, JMA bắt đầu đưa ra cảnh báo bão nhiệt đới cho hệ thống vào cùng ngày, dự kiến sẽ có một cơn bão nhiệt đới trong vòng 24 giờ. Dựa trên một trung tâm lưu thông ở mức độ thấp đang phát triển (LLCC) bị che khuất bởi các đối lưu sâu giữa cấp trên diện tích phía tây diffluence thượng cấp mạnh mẽ và đông dọc vừa cắt gió, các Typhoon phần Trung tâm cảnh báo (JTWC) đã đưa ra một cơn bão hình thành nhiệt đới Thông báo (TCFA) cho hệ thống sớm vào ngày 11 tháng 12. Tuy nhiên, JMA đã nâng cấp áp thấp nhiệt đới thành bão nhiệt đới ngay sau khi ban hành TCFA và đặt tên là Melor, khi cơn bão chỉ còn khoảng 50 km (31 mi) phía nam của Yap. Vào buổi chiều, JTWC đã nâng cấp nó thành áp thấp nhiệt đới và chỉ định nó là 28W, chỉ sáu giờ trước khi trung tâm nâng cấp Melor thành một cơn bão nhiệt đới đang theo dõi phía tây-tây bắc dọc theo ngoại vi phía nam của một sườn núi cận nhiệt đới sâu.
PAGASA sắp đặt tên cho cơn bão nhiệt đới là Nonoy, nhưng nó được đặt tên là Nona sau khi vào Khu vực Trách nhiệm của Philippines vào ngày 12 tháng 12, do lý do chính trị. Khi Melor hình thành một con mắt vào buổi chiều, JMA đã nâng cấp nó thành một cơn bão nhiệt đới nghiêm trọng. Do sức gió cắt dọc thấp, nhiệt độ mặt nước biển ấm trên 28 ºC và dòng chảy mạnh của poleward được tăng cường bởi mức thấp Aleutian rất mạnh, Melor đã tăng cường vào một cơn bão vào đầu ngày 13 tháng 12, khi dải xoắn ốc được uốn cong được quan sát thấy trong một mắt nhỏ. JTWC đã nâng cấp Melor lên cơn bão tương đương với SSHWS Category 4 vào buổi trưa. Mặc dù mắt có vẻ bị che khuất tạm thời, nhưng mắt được củng cố thêm. Melor đã đổ bộ lên đảo Batag của Laoang, Bắc Samar của Philippines lúc 11:00 PST (03:00 UTC) vào ngày 14 tháng 12. JMA báo cáo cường độ cực đại của gió duy trì tối đa mười phút ở 175 km/h (110 dặm / giờ) và áp suất trung tâm là 935 hPa (27,61 inHg). Bão hình thành một con mắt được xác định rõ và sau đó duy trì nó trong vài giờ trong khi băng qua bờ biển phía bắc Samar. Sau đó, nó đã hạ cánh lần thứ hai trên Bulusan, Sorsogon lúc 16:00 PST (08:00 UTC) và lần đổ bộ thứ ba trên đảo Burias lúc 21h45 PST (13:45 UTC), dẫn đến một con mắt đầy mây. Ngay sau khi Melor đổ bộ lần thứ tư vào đảo Banton, Romblon lúc 05:30 PST ngày 15 tháng 12 (21:30 UTC ngày 14 tháng 12), cơn bão đã tăng cường đáng kể một lần nữa với con mắt 25 km (15 dặm) khác biệt và nhỏ gọn cốt lõi. Ngay trước khi hạ cánh lần thứ năm trên Pinamalayan, Oriental Mindoro lúc 10:30 PST (02:30 UTC), JTWC chỉ ra rằng Melor đã đạt cường độ cực đại với sức gió duy trì tối đa một phút ở tốc độ 230 km/h (145 dặm / giờ), chỉ ngại ngùng trước tình trạng siêu bão.

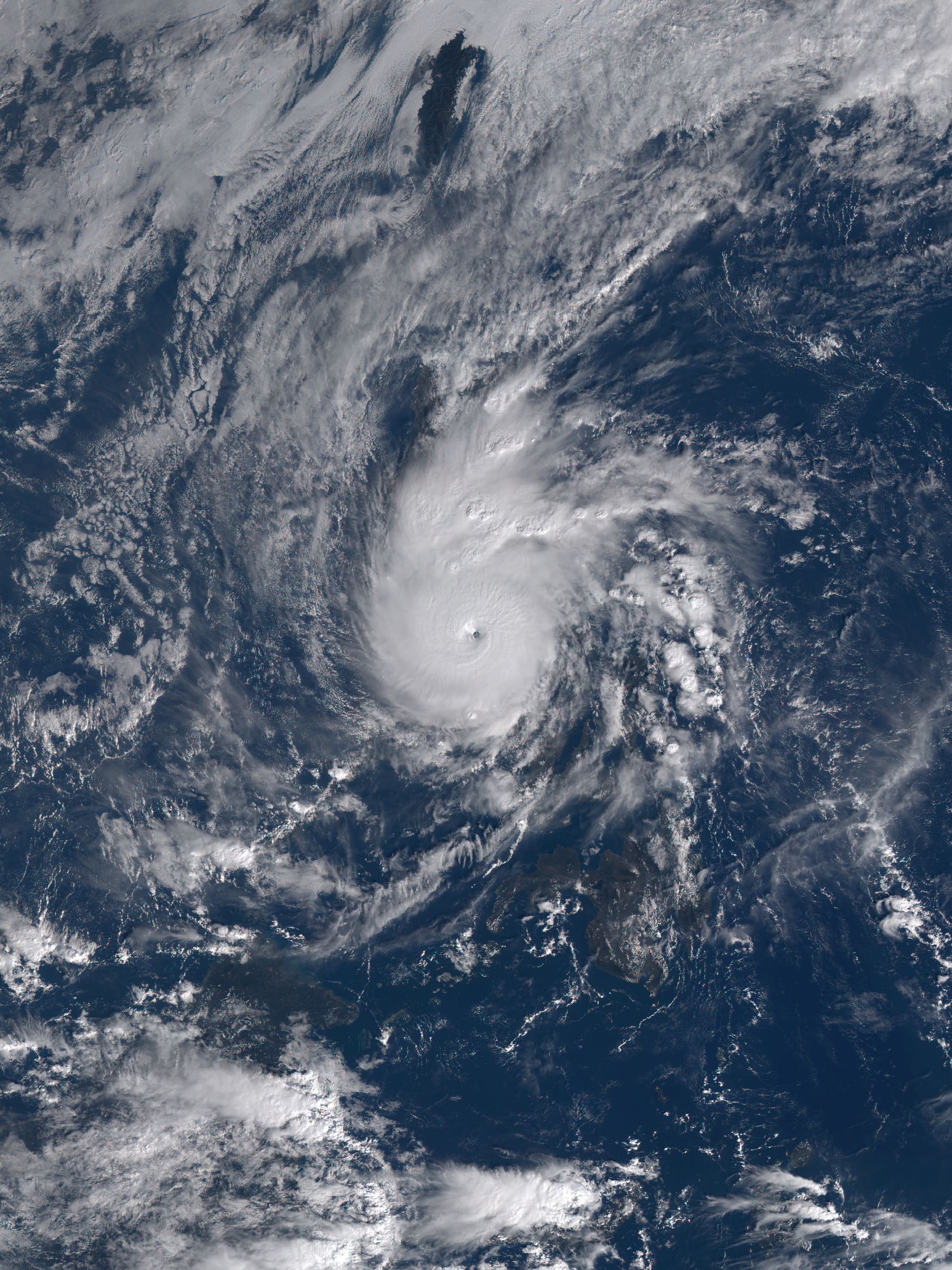
Bão Melor gần Mindoro vào ngày 15 tháng 12

Ngay sau khi cơn bão đổ bộ cuối cùng, mắt nó nhanh chóng trở nên đầy mây. Dòng chảy dọc theo góc phần tư phía tây nam bị buộc trên địa hình trung tâm miền núi của Mindoro, và dòng chảy mạnh của chính quyền cũng đang suy yếu do liên kết giảm với dòng chảy giữa vĩ độ. Nổi lên ở Biển Đông và di chuyển theo hướng Tây Bắc vào buổi chiều, Melor bắt đầu gặp phải luồng gió mạnh dọc cũng như dòng chảy cấp thấp ở phía đông bắc mạnh mẽ liên quan đến một đợt rét đậm đang phát triển. Melor đã bị hạ xuống thành một cơn bão nhiệt đới nghiêm trọng bởi JMA và một cơn bão nhiệt đới bởi JTWC vào đầu ngày 16 tháng 12 khi môi trường cấp trên đang xuống cấp và khiến hệ thống tan rã, dẫn đến ảnh hưởng lái chuyển sang dòng chảy cấp thấp. Do đó, cơn bão suy yếu nhanh chóng đã quay đầu và di chuyển về phía nam. JMA đã hạ cấp Melor xuống một cơn bão nhiệt đới vào buổi trưa, mặc dù sự đối lưu của hệ thống đã bị cắt khỏi trung tâm lưu thông cấp thấp. Một số cơ quan khí tượng đã hạ cấp Melor xuống áp thấp nhiệt đới vào đầu ngày 17 tháng 12, bao gồm JMA và JTWC, người đã đưa ra cảnh báo cuối cùng trên hệ thống; tuy nhiên, hình ảnh vệ tinh mô tả một máng mở thay vì LLCC rõ ràng. Hệ thống hoàn toàn tiêu tan ở biển Sulu trước buổi trưa.

## Chuẩn bị

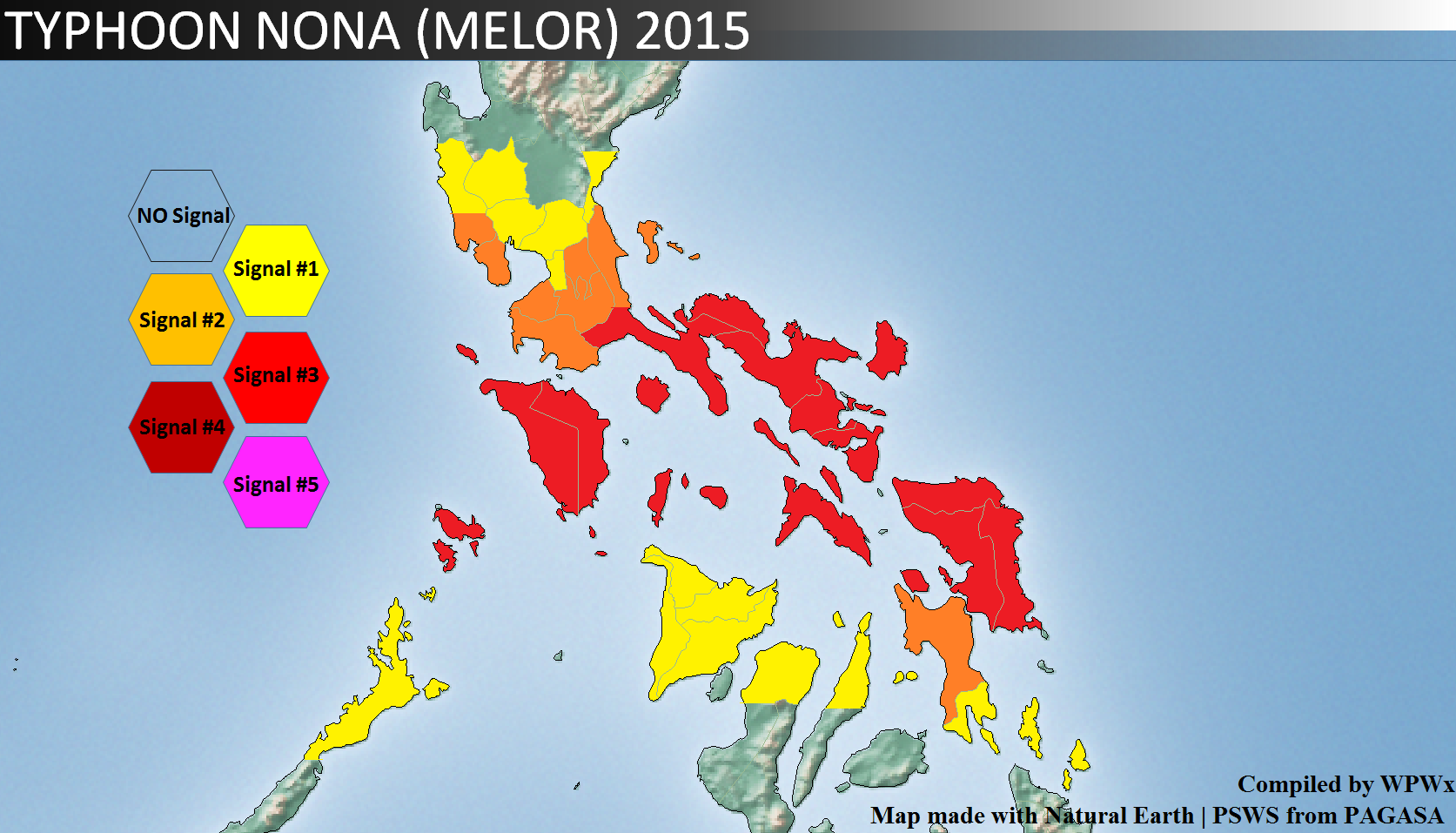
PSWS cao nhất được PAGASA huy động trên khắp Philippines liên quan đến Typhoon Melor

### Bicol và Đông Visayas
Để chuẩn bị cho cơn bão, 700.000 cư dân ở một số tỉnh đã được sơ tán. Trên Albay, công việc của tất cả các văn phòng chính phủ và tư nhân đã bị đình chỉ, ngoại trừ ứng phó thảm họa. Các lớp học cũng đã bị đình chỉ trên hầu hết các bicol và một phần của Đông Visayas. Một khu vực không có buồm được thực hiện ở những khu vực dự kiến bão sẽ đi qua. Nhiều chuyến bay đến các khu vực ở Bicol và Đông Luzon đã bị hủy vào ngày 14 tháng 12, sau cơn bão đang đến gần. Vào ngày 13 tháng 12, tín hiệu bão số. 3 được nuôi dưỡng trên Catanduanes, Sorsogon, Albay, Bắc Samar, Đông Samar và Samar.

### Nam Luzon và MIMAROPA
Khi cơn bão đến gần Bắc Samar vào ngày 14 tháng 12, PAGASA đã đưa ra tín hiệu bão số. 2 trên miền nam Quezon và báo hiệu không. 1 trên Batangas, Cavite, Rizal, Laguna và phần còn lại của Quezon (bao gồm cả đảo Polilio). Các dịch vụ phà giữa Batangas City, Mindoro và Caticlan đã bị đình chỉ khi có tín hiệu bão. 1 đã được nâng lên trên Aklan.

### Thủ đô Manila
Cơ quan phát triển Metro Manila (MMDA) đã đặt một cảnh báo màu vàng cho Metro Manila khi Typhoon Nona tiếp cận Mindoro. Tín hiệu bão số. 1 đã được nâng lên trên Metro Manila khi cơn bão gần Bắc Samar. Vào ngày 16 tháng 12, các lớp học mầm non đã bị đình chỉ trên toàn khu vực, trong khi các lớp ở tất cả các cấp đã bị đình chỉ ở Muntinlupa, Pateros, Taguig, San Juan, Pasay, Quezon City, Malabon và Valenzuela.

## Đổ bộ
Vào ngày 14 tháng 12, cơn bão Nona (Melor) lần đầu tiên đổ bộ lên đảo Batag trên Bắc Samar. Cùng ngày, nó đã hạ cánh lần thứ hai ở Sorsogon.
Bão Nona gây ra sự tàn phá nặng nề nhất ở Mindoro và Romblon. Oriental Mindoro bị đặt dưới tình trạng thiên tai do sự tàn phá của cơn bão. Pinamalayan ở Oriental Mindoro bị ảnh hưởng nặng nhất, với 15.000 ngôi nhà bị phá hủy, 24.000 gia đình (108.000 người) trong các trung tâm sơ tán.
51 người đã thiệt mạng trong cơn bão, và thiệt hại lên tới ₱ 7040000000 (US 148.300.000 $). Tại Metro Manila, lũ lụt ảnh hưởng đến giao thông và người đi lại. Mực nước của các hồ chứa tăng, đặc biệt là tại đập Angat. Hơn 168.000 ngôi nhà bị hư hại hoặc bị phá hủy. Một số con đường cũng bị đóng cửa do bão. Hơn 200.000 người đã ở lại các trung tâm sơ tán do ảnh hưởng của cơn bão. Tình trạng thiên tai đã được tuyên bố trên toàn quốc theo Nghị định của Tổng thống (PD) 1186 để tăng tốc các hoạt động cứu hộ, phục hồi, cứu trợ và phục hồi sau sự tàn phá của cơn bão.
Một số khu vực ở Trung Luzon, chủ yếu ở Nueva Ecija, Bulacan, Pampanga, Tarlac, Isabela và Aurora, đã bị ngập lụt do mưa do Typhoon Nona gây ra. Calumpit đã bị ngập lụt nặng nề, với lũ lụt sâu 4 feet và có tới 430 gia đình phải sơ tán. Các con đập cũng được lấp đầy bởi nước, gần như đạt đến mức tràn.

## Vấn đề đặt tên
Trước khi Typhoon Melor vào Khu vực Trách nhiệm (PAR) của Philippines, Cơ quan Dịch vụ Khí quyển, Địa vật lý và Thiên văn học Philippines (PAGASA) ban đầu đã quyết định rằng cơn bão sẽ được đặt tên là "Nonoy". Tuy nhiên, do sự giống nhau của nó với biệt danh "Noynoy" của Tổng thống Benigno Aquino III, PAGASA đã đổi tên thành cơn bão "Nona", mặc dù tên đó được sử dụng trong năm 2011. Do thiệt hại nghiêm trọng do cơn bão gây ra, PAGASA tuyên bố rằng tên Nona cũng sẽ bị loại bỏ. Vào ngày 20 tháng 1 năm 2016, cái tên Nimfa đã được chọn để thay thế cho cả Nona và Nonoy cho mùa giải 2019.

### Tên bão
Do thiệt hại nghiêm trọng do cơn bão gây ra, cái tên Melor đã nghỉ hưu tại Phiên họp thứ tư của Ủy ban bão ESCAP / WMO và Bảng điều khiển WMO / ESCAP về Bão nhiệt đới trong năm 2016. Vào tháng 2 năm 2017, họ đã chọn tên Cempaka để thay thế Melor.